# Haunted Highway
Haunted Highway (initialement appelé Paranormal Highway) est une enquête paranormale, série de télé-réalité, produite par BASE Productions, qui a commencé à être diffusée sur le réseau Syfy 3 juillet 2012.
La série met en scène deux équipes d'enquêteurs ; Jack Osbourne, enquêteur Dana Workman, et Fact or Faked: Paranormal Files, les enquêteurs Jael de Pardo (arz) et Devin Marble.
Dans le 5e épisode de la série, Osbourne a annoncé qu'on lui avait diagnostiqué une sclérose en plaques (SEP) et qu'il se retirait temporairement de l'animation de la série.
Le 22 avril 2013, Syfy a renouvelé la série pour une deuxième saison de 6 épisodes qui a été diffusée le 27 novembre 2013.

## Format
Les deux équipes parcourent les autoroutes et les routes secondaires des États-Unis, enquêtant sur des cas d'observations de cryptiques présumés. Pendant l'introduction, Osbourne déclare qu'il s'intéresse au paranormal depuis son enfance et que l'émission adopte une approche d'investigation unique dans laquelle les équipes filment leurs propres séquences vidéo et ne comptent pas sur les équipes de tournage.
Présentations d'ouverture :
« Je m'appelle Jack Osbourne et je suis obsédé par le paranormal depuis que je suis enfant. J'ai voulu enquêter sur certains des cas les plus effrayants d'Amérique. Mais j'ai décidé que cela devait être fait différemment. J'ai constitué deux équipes : moi-même, ma chercheuse Dana et mes amis Jael et Devin. Nous avons tout filmé nous-mêmes ; juste nous. C'est ce que nous avons découvert et ça m'a complètement époustouflé. »
Introduction du premier épisode :
« Deux équipes d'enquêteurs paranormaux sur la route... seuls. Pas d'équipe de tournage. Pas de renfort. À la recherche de choses... qui ne veulent pas être trouvées. »
Intro de l'épisode principal :
« Les séquences suivantes ont été entièrement tournées par les enquêteurs. Deux équipes d'enquêteurs paranormaux à la recherche de la vérité derrière deux cas terrifiants... seuls. Pas d'équipe de tournage. Pas de renfort. À la recherche de choses... qui ne veulent pas être trouvées. »

## Distribution des rôles
- Jack Osbourne - Chef d'équipe
- Dana Workman - Chercheur
- Jael de Pardo (arz) - Enquêteur
- Devin Marble - Enquêteur
- Mike Hawk - Cryptozoologue en chef